# 伊本·尤努斯环形山
伊本·尤努斯环形山（Ibn Yunus）是月球背面位于界海北部的一座大型撞击坑残迹，其名称取自埃及伊斯兰天文学家伊本·尤努斯（Ibn Yunus，公元950年-1009年），1970年被国际天文学联合会批准接受。

## 描述

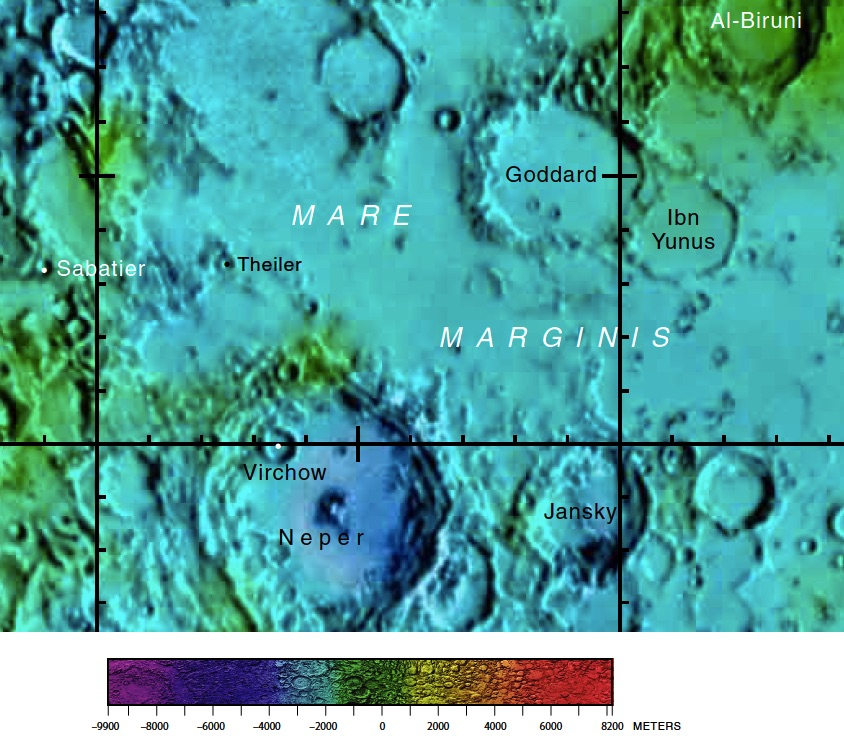
伊本·尤努斯环形山的周边，月球正面区域详图。

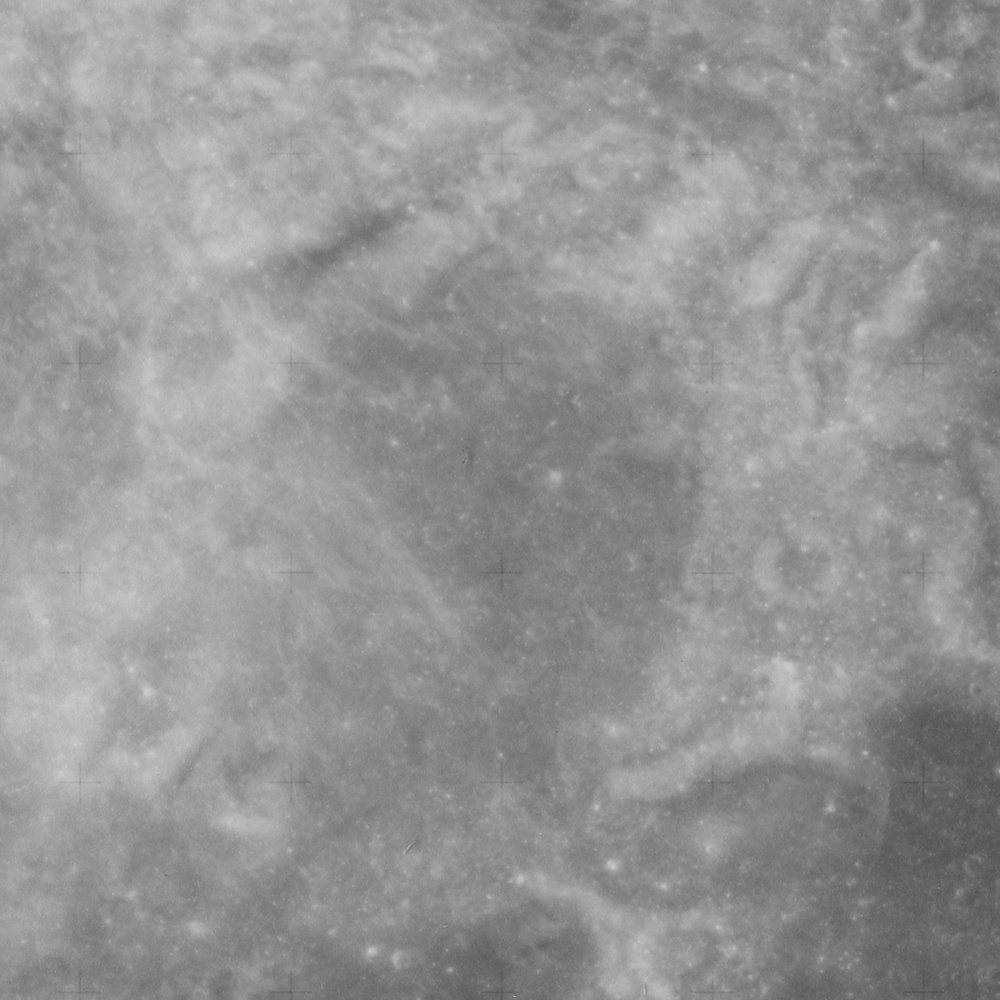
阿波罗17号测绘相机拍摄的图像

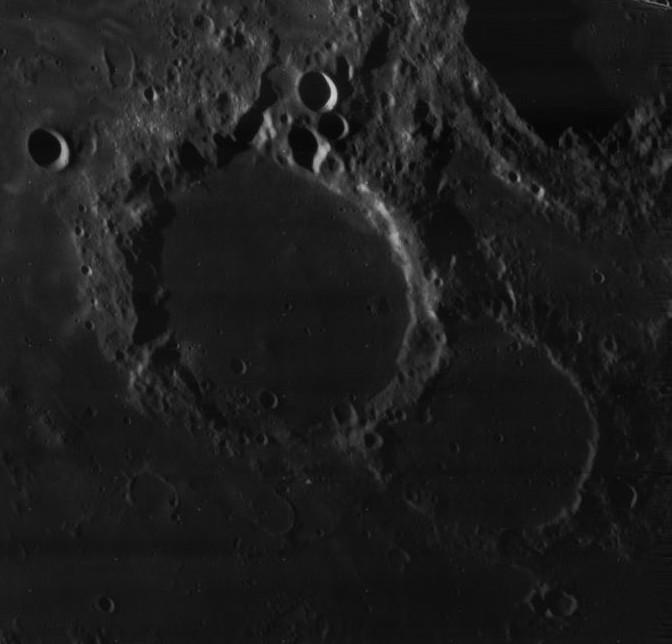
月球轨道器4号拍摄的戈达德环形山（左边更大的）和伊本·尤努斯环形山（右边）斜视图

该陨坑西北与戈达德环形山相连接、北面坐落了阿尔比鲁尼环形山、金泽尔环形山位于它的东侧，东南和西南分别矗立着德雷耳环形山和环壁平原-纳皮尔环形山，而央斯基环形山则横亘在它的南面。该陨坑中心月面坐标为14°06′N 91°06′E / 14.1°N 91.1°E，直径59.69公里，深度约2.71公里。
伊本·尤努斯环形山是一座马鞍状的残坑，西南侧已消失张开，残缺的北侧也有一处很大的峪口，而靠近东侧壁附近则坐落了一座醒目的小陨坑。该环形山残存的坑壁最大高出周边地形1210米，坑内已被界海形成时漫溢的熔岩所填塞，平坦的坑底反照率较低，表面点缀着众多小撞击坑。坑底北部分布有一道亮条，为一种具有月海高反照率特征的无名地貌特征的一部分。
由于该环形山位于月球正面东侧边沿之后，因此，在良好的月球摄动和光照条件下，可从地球上观察到它，但也只能看到它的侧面。

## 另请参阅
- Andersson, L. E.; Whitaker, E. A. . NASA RP-1097. 1982.
- Blue, Jennifer. . USGS. July 25, 2007  [2007-08-05]. （原始内容存档于2012-04-08）.
- Bussey, B.; Spudis, P. . New York: Cambridge University Press. 2004. ISBN 978-0-521-81528-4.
- Cocks, Elijah E.; Cocks, Josiah C. . Tudor Publishers. 1995. ISBN 978-0-936389-27-1.
- McDowell, Jonathan. . Jonathan's Space Report. July 15, 2007  [2007-10-24]. （原始内容存档于2012-05-26）.
- Menzel, D. H.; Minnaert, M.; Levin, B.; Dollfus, A.; Bell, B. . Space Science Reviews. 1971, 12 (2): 136–186. Bibcode:1971SSRv...12..136M. doi:10.1007/BF00171763.
- Moore, Patrick. . Sterling Publishing Co. 2001. ISBN 978-0-304-35469-6.
- Price, Fred W. . Cambridge University Press. 1988. ISBN 978-0-521-33500-3.
- Rükl, Antonín. . Kalmbach Books. 1990. ISBN 978-0-913135-17-4.
- Webb, Rev. T. W.  6th revised. Dover. 1962. ISBN 978-0-486-20917-3.
- Whitaker, Ewen A. . Cambridge University Press. 1999. ISBN 978-0-521-62248-6.
- Wlasuk, Peter T. . Springer. 2000. ISBN 978-1-85233-193-1.